# Гартфорд (Коннектикут)
Гартфорд (англ. Hartford) — місто (англ. city) в США, адміністративний центр округу Гартфорд штату Коннектикут. Населення — 121 054 особи (2020).

## Географія
Гартфорд має координати 41°45′58″ пн. ш. 72°41′0″ зх. д. / 41.76611° пн. ш. 72.68333° зх. д. (41.766045, -72.683339). 
За даними Бюро перепису населення США у 2010 році місто мало площу 46,76 км², з яких 45,02 км² — суходіл та 1,75 км² — водойми.

## Демографія
Згідно з переписом 2010 року, у місті мешкало 124 775 осіб у 45 124 домогосподарствах у складі 26 753 родин. Густота населення становила 2668 осіб/км². Було 51822 помешкання (1108/км²).
Расовий склад населення:
| - 38,7 % — чорних або афроамериканців - 29,8 % — білих - 2,8 % — азіатів - 0,6 % — корінних американців - 23,8 % — осіб інших рас |

До двох чи більше рас належало 4,2 %. Частка іспаномовних становила 43,4 % від усіх жителів.
За віковим діапазоном населення розподілялося таким чином: 25,8 % — особи молодші 18 років, 65,3 % — особи у віці 18—64 років, 8,9 % — особи у віці 65 років та старші. Медіана віку мешканця становила 30,2 року. На 100 осіб жіночої статі у місті припадало 93,4 чоловіків; на 100 жінок у віці від 18 років та старших — 90,4 чоловіків також старших 18 років.
Середній дохід на одне домашнє господарство становив 44 434 долари США (медіана — 30 630), а середній дохід на одну сім'ю — 49 354 долари (медіана — 34 628). Медіана доходів становила 36 064 долари для чоловіків та 33 539 доларів для жінок. За межею бідності перебувало 33,4 % осіб, у тому числі 44,8 % дітей у віці до 18 років та 26,9 % осіб у віці 65 років та старших.
Цивільне працевлаштоване населення становило 48 847 осіб. Основні галузі зайнятості: освіта, охорона здоров'я та соціальна допомога — 28,5 %, роздрібна торгівля — 13,7 %, мистецтво, розваги та відпочинок — 10,7 %, науковці, спеціалісти, менеджери — 9,7 %.

## Економіка

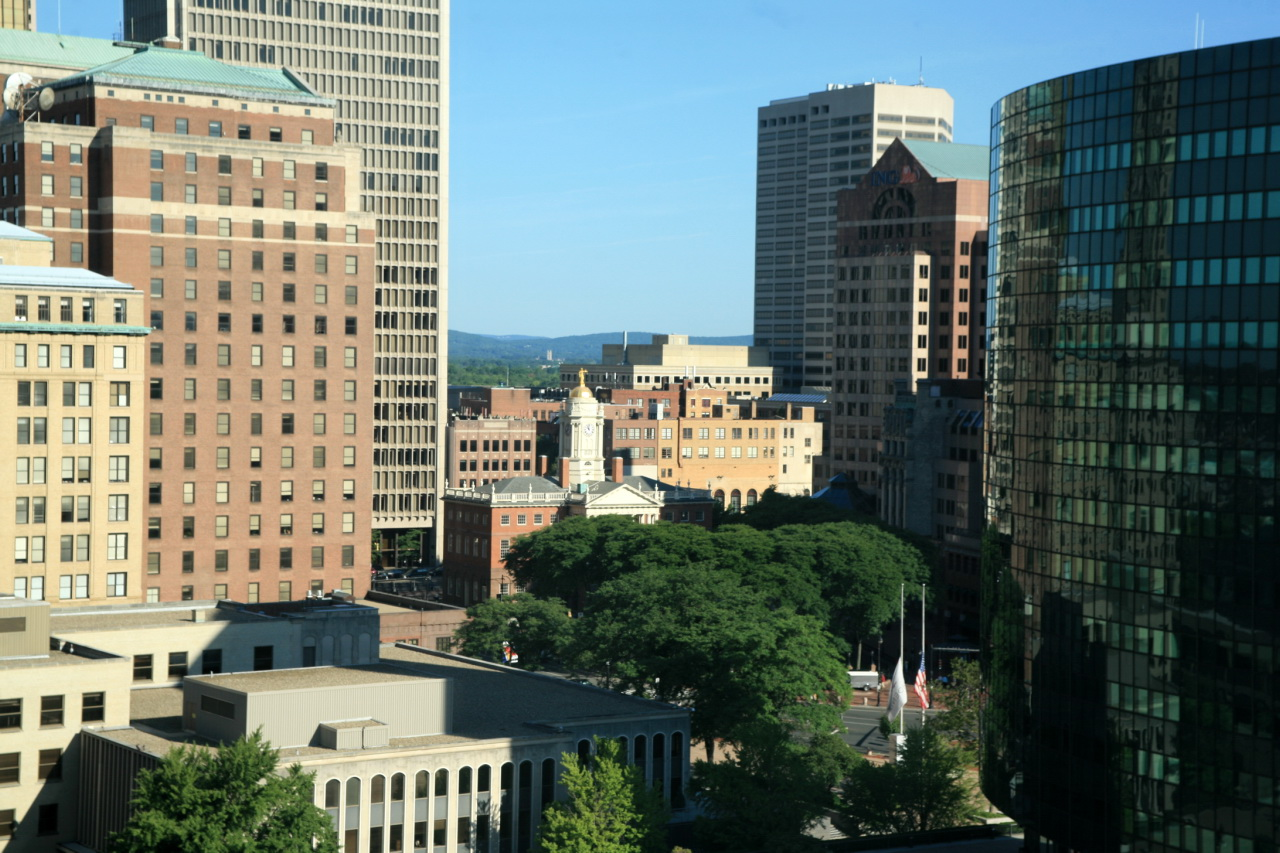
Центр міста

Історично Гартфорд є міжнародним центром страхового бізнесу, у якому представлені такі компанії: Travelers, Aetna, The Hartford, The Phoenix Companies, Inc та Hartford Steam Boiler. Місто та його передмістя є центром офісів багатьох компаній, серед яких виділяються такі: CIGNA, Colt Firearms, U.S. Fire Arms та United Technologies.
У XIX та на початку XX століття, Гартфорд був значним промисловим та видавничим центром.

## Українські акценти
Гартфорд пов'язаний з долею частини родини відомого українського діяча Холмщини та Підляшшя Антіна Васиньчука. Його жінка Стефанія та донька Кристина з німецького табору в Прушкові були вивезені в Німеччину. Там вони потрапили в американську зону окупації й виїхали разом з синами Антона, Клеменсом, Леоном та Євгеном, до Гартфорда.
У Гартфорді народився кавалер Срібної Зірки, американський військовий моряк Алекс Дяченко, герой Другої світової війни українського походження.

## Відомі особистості

### Проживали
- Скочдополь Роман (? — 1957) — український інженер, голова Українського технічного товариства, пластун.
- Бандера Осип — хорунжий УГА, дядько Степана Бандери

### Уродженці
- Чарльз Аллан Гілберт (1873—1929) — американський ілюстратор
- Ед Беґлі (1901—1970) — американський актор
- Кетрін Хепберн (1907—2003) — видатна американська акторка театру, кіно й телебачення
- брати-близнюки Девід і Пітер Поли (* 1957) — американські актори
- Сабрина Тавернайз (* 1971) — американська журналістка.